# Enciclopedia colaborativa
La producción textual colaborativa o de contenido libre es una modalidad de trabajo que se basa en la actitud altruista de los colaboradores con el fin de contribuir a incrementar y mejorar el conocimiento. Un ejemplo son las enciclopedias colaborativas que han cambiado nuestra forma de acceder, ver y aportar conocimiento. 
Una enciclopedia colaborativa es un sitio Web cuyas páginas pueden ser editadas por múltiples usuarios a través de la red. De este modo estos pueden compartir información en un mismo texto realizando aportaciones nuevas, mejorando las actuales o eliminando si alguna es incorrecta. La principal ventaja es que permiten crear y mejorar las páginas de forma instantánea, dando una gran libertad al usuario, y por medio de una interfaz muy simple. Esto hace que más gente participe en su edición, a diferencia de los sistemas tradicionales, donde resulta más difícil que los usuarios del sitio contribuyan a mejorarlo.

## Del papel al formatodigital
Para entender la importancia actual de las enciclopedias colaborativas hemos de citar algunos hechos relevantes a lo largo de la historia de las enciclopedias.
| Año        | Hecho relevante                                                                                               |
| ---------- | --- |
| 310 a. C.  | Aristóteles: recopiló gran información sobre filosofía                                                        |
| 50 d. C.   | Plinio el Viejo escribe Naturalis Historia                                                                    |
| 600 d. C.  | Isidoro de Sevilla escribe la primera enciclopedia ilustrada: Etimologías.                                    |
| 1210 d. C. | Vicente De Beauvais escribe Speculum Maius.                                                                   |
| 1559 d. C. | Pablo Escaleno escribe la Encyclopaedia Seu Orbis Disciplinarum, Tum Sacrarum Quam Prophanum epitone          |
| 1697 d. C. | Bayle: Dictionaire Historique Et Critique                                                                     |
| 1701 d. C. | Vicenzo Coronelli publica Biblioteca Universalis del sacro-profano                                            |
| 1704 d. C. | Lexicon Technicum Or, An Universal English Not Only The Terms Of Arts, But The Arts Themselves de John Harris |
| 1728 d. C. | Chamber’s Cyclopaedia                                                                                         |
| 1751 d. C. | Diderot y D’Alembert amplían la Chamber’s Cyclopaedia para formar la Encyclopédie completada en 1772          |
| 1768 d. C. | Primera edición de la Encyclopaedia Britannica completada en 1771                                             |
| 1820 d. C. | Completada la enciclopedia de Rees (45 tomos)                                                                 |
| 1929 d. C. | Primer intento de popularización de la Británica                                                              |
| 1934 d. C. | Publicada la Britannica Junior que se renombraría Britannica Junior encyclopedia en 1963                      |
| 1936 d. C. | Primer desarrollo de una computadora. Empieza la era digital.                                                 |
| 1985 d. C. | Aparece la primera enciclopedia en CD-ROM.                                                                    |
| 1995 d. C. | Primer WikiWikiWeb creado por Ward Cunningham. Creación de la primera implementación de un servidor WikiWiki  |
| 2001 d. C. | Nace Wikipedia                                                                                                |
| 2002 d. C. | Creación del software propio MediaWiki                                                                        |

## Características
La esencia de las enciclopedias colaborativas esta en:
• La necesidad de crear muchos hiperenlaces diferenciando los que están vivos de los que están muertos (estos últimos suelen aparecer con un interrogante cuando piden ser citados).
• El contenido, que carece de autoría, al igual que no tiene tanto en consideración el tiempo pues lo más importante es el contenido en sí.
• El rápido acceso a las páginas Web y a los cambios habidos en ellas.
• La facilidad de etiquetado para la edición en sustitución de HTML
Podemos destacar varias características de las enciclopedias comparando dos sitios web de importancia mundial como son las Wiki y los Blogs:
1. Estructura: las wikis se estructuran en páginas mientras que los blogs van de arriba abajo, como un pergamino.
2. Texto: en las wikis es dinámico, se puede revisar y editar, en cambio en los blogs es estático.
3. Enlaces: las wikis conectan entre sí y con el exterior, los blogs únicamente con el exterior.
4. Tiempo: las wikis son atemporales y los blogs cronológicos.
5. Relación: la relación con los visitantes en las wikis es interna, modo edición y externa, modo discusión; en los blogs sólo externa.
6. Titulares: las wikis son personales y cooperativas, los blogs únicamente pertenecen a su editor.

## Uso de las enciclopedias

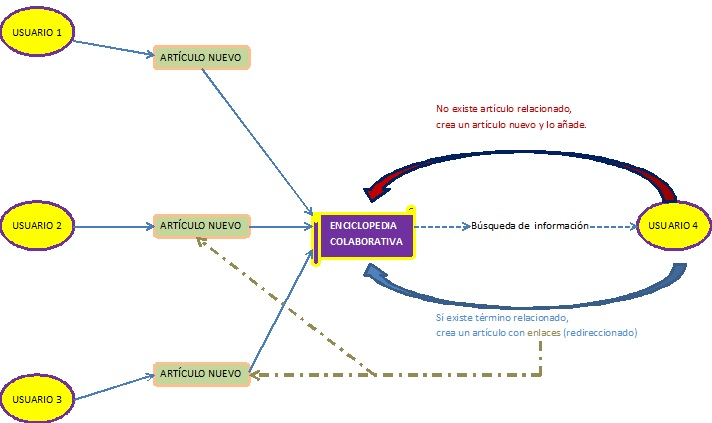

Como podemos apreciar en el esquema, los usuarios 1, 2 y 3 aportan artículos nuevos a una enciclopedia colaborativa, allí el usuario 4 busca información y puede crear un artículo nuevo si no existe el tema o editar un artículo ya existente.
Un uso que podríamos destacar son como las enciclopedias virtuales influyen en la Educación, ya que permiten tanto a profesores como alumnos, facilitar la búsqueda de información, desarrollar la autonomía, aprender a colaborar y el manejo de diferentes herramientas de aprendizaje.
Aplicado a una perspectiva cultural del conocimiento, podemos afirmar que las enciclopedias en línea son una ventaja y una responsabilidad. Para la gente que está interesada en otras culturas, la web facilita una cantidad significativa de información y de una interactividad que sería inasequible de otra manera. Sin embargo por otro lado, no toda la información que contiene la red es verídica.
En la actualidad, gracias a la combinación de las herramientas Wikipedia y Blogs, se puede compartir información de manera rápida y fácil en la Web 2.0 (término asociado a aplicaciones web que facilitan compartir información)

## Principales enciclopedias colaborativas en español
En el año 2001 se crea Wikipedia, proyecto enciclopédico libre, basado en Web, colaborativo y multilingüe, que actualmente cuenta con más de 18 millones de artículos que han sido escritos por voluntarios alrededor de todo el mundo, con calidad homologable a la de la prestigiosa Enciclopedia Britannica, cambiando el paradigma de la enciclopedia creada por un grupo reducido de autores y generalmente accesible previo pago de ejemplares en papel.
Ya en 2004 comienzan a aparecer las primeras enciclopedias de contenido local en Europa, en donde desde las propias ciudades y provincias se crean artículos que mantienen el patrimonio cultural de una determinada zona.
Emergen las locapedias, enciclopedias colaborativas con contenido local. En este marco, Curicopedia nace como una enciclopedia colaborativa libre que pretende aportar en la preservación del patrimonio cultural de Curicó. Para lograrlo, ya se encuentra a disposición de la comunidad el sitio www.curicopedia.org en donde quien quiera puede realizar sus aportes a través de la creación o edición de artículos que abordan variadas temáticas de interés.
A continuación se detallan algunas de las enciclopedias colaborativas más consultadas:

### Enciclopedia Libre Universal en Español
Es un proyecto escindido de Wikipedia para desarrollar a través de Internet una enciclopedia libre y gratuita en español en el que todos pueden colaborar elaborando nuevos artículos o ampliando los existentes.

### Wikivia
La Asociación Española de la Carretera lanzó esta enciclopedia en línea en español llamada Wikivia con contenido sobre infraestructuras viarias, que parte con un fondo documental de más de 5.000 registros, y a la que “todos los usuarios pueden editar”. Para mantener la calidad y el rigor de la informaciones que se publiquen se ha creado un Comité de Redacción y Supervisión, en el seno de la AEC, formado por profesionales de prestigio del sector viario, tanto de España como de Iberoamérica. 

### Enciclopedia cubana Ecured
Se presentan los procedimientos habilitados y los objetivos de trabajo, se evidencia como una red de efectividad comunicativa, tomando en cuenta los principios de responsabilidad, trazabilidad, originalidad y fiabilidad que guían el trabajo de esta plataforma se revela como metodología de trabajo la investigación documental y cualitativa, para perfilar políticas que coadyuven a su funcionalidad, concluye con sus condiciones de crear para todo interesado una propuesta de espacio informativo creativo e instructivo para el conocimiento de todos.

### MediaWiki
Es un software para wikis libre programado en el lenguaje PHP. Es el software usado por Wikipedia y otros proyectos de la Fundación Wikimedia Wikcionario, Wikilibros, etc). Ha tenido una gran expansión desde el año 2005, existiendo un gran número de wikis basados en este software que no mantienen relación con dicha fundación, aunque sí comparten la idea de la generación de contenidos de manera colaborativa. Se encuentra bajo la
licencia de software GNU General Public License.

### Wikilengua
Es otro proyecto de enciclopedia libre y participativo sobre las dudas prácticas del castellano y un medio para reflejar la diversidad de una lengua hablada por cientos de millones de personas.

### Otras enciclopedias colaborativas de ciudades o regiones españolas
España se caracteriza por ser quizás el único país (de nuestro idioma) con Enciclopedias libres de sus ciudades o regiones, así encontramos las Wikanda (Andalucía), Madripedia, WikiSalamanca, Wikiextremadura, LeónWiki, DeLebrija (Lebrija, Sevilla), la Enciclopedia de Cartagena, la Enciclopedia Libre de Linares, Jaén, Mitoledo (Toledo), Cordobapedia, y la Enciclopedia de Villareal, Castellón.
En la actualidad, son cada vez más numerosas las enciclopedias colaborativas debido a su fácil e intuitivo manejo para depositar información así como su rápido y fácil acceso a la hora de recuperar información. 
Además de las enciclopedias mencionadas, existen muchos portales, sitios web personales y blogs que reúnen y presentan mucha información de calidad, y que son buena fuente de consulta tanto para aprender gratis como para verificar o corroborar datos. Como así también bibliotecas en línea que permiten la consulta a libros digitalizados, diccionarios en línea, glosarios, y muchas otras fuentes de conocimiento organizadas de otras maneras.

## Ejemplos de páginas web de Enciclopedias colaborativas
- http://enciclopedia.us.es/index.php/Enciclopedia_Libre_Universal_en_Espa%C3%B1ol
- http://es.wikipedia.org/wiki/Wikipedia:Portada
- http://www.abcpedia.com/
- http://www.artcyclopedia.com/ (en inglés)
- http://www.basededatos.com/
- http://www.ecured.cu/index.php/EcuRed:Enciclopedia_cubana
- http://www.enciclonet.com/
- http://www.encyclopedia.com/  (en inglés)
- http://www.eol.org/  (en inglés)
- https://web.archive.org/web/20100312232909/http://www.icarito.cl/icarito/portada/0,0,38035857_151387702,00.html
- https://web.archive.org/web/20120804125404/http://www.kalipedia.com/
- http://www.scholarpedia.org/  (en inglés)

## Sitios relacionados
- Wikimedia Commons alberga contenido multimedia sobre Internet.
- Wikinoticias tiene noticias relacionadas con Internet.
- Wikcionario tiene definiciones para Internet.
- Wikiquote alberga frases célebres de o sobre Internet.

- Datos: Q5832377